# Ciomas Rahayu
Ciomas Rahayu is een bestuurslaag in het regentschap Bogor van de provincie West-Java, Indonesië. Ciomas Rahayu telt 13.555 inwoners (volkstelling 2010).